# Oberspaar
Oberspaar ist ein Stadtteil von Meißen im Landkreis Meißen, Sachsen.

## Geographie

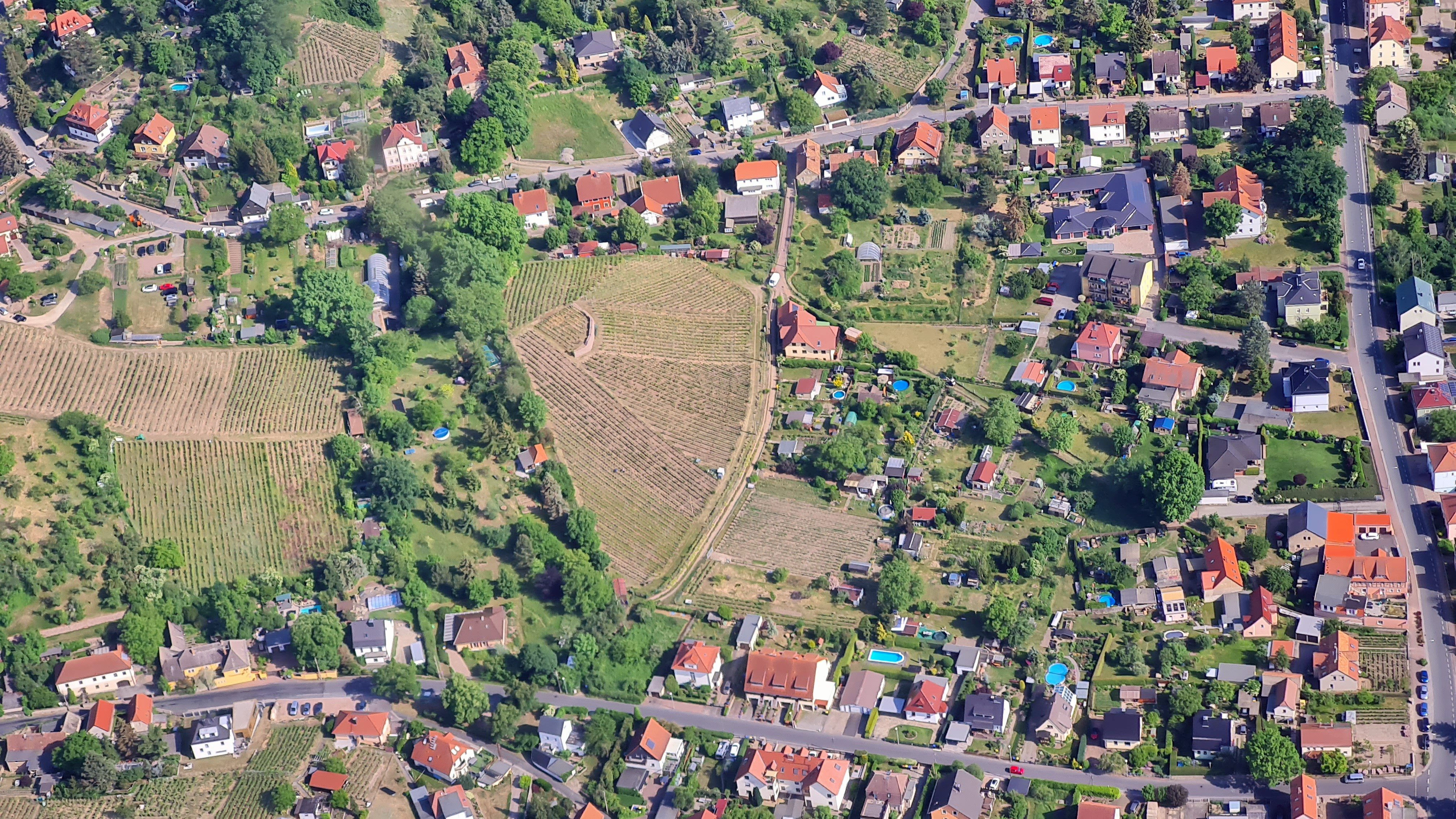
Luftbild von Oberspaar

Oberspaar liegt in der gleichnamigen Gemarkung im Südosten des Meißner Stadtgebiets. Es ist umgeben von den anderen zu Meißen gehörenden Stadtteilen bzw. Gemarkungen Zaschendorf im Norden und Niederspaar im Westen sowie von Siebeneichen auf der anderen Elbseite im Südwesten. Südöstlich benachbart ist der Coswiger Ortsteil Sörnewitz. Der Stadtteil liegt auf den Höhen des Spaargebirges, einem durch die Elbe vom linkselbischen Meißner Hochland abgetrennten Massiv. Das Gebiet ist stark zergliedert, die höchste Erhebung ist die Karlshöhe mit 191 m ü. NN. Nach Südwesten zur Elbe hin fällt das Gelände stark ab. Hier erstreckt sich die Steillage Meißner Kapitelberg, an der intensiver Weinbau betrieben wird.
Verstreute Weingüter an einzelnen Weinbergen, darunter das Haagsche Weingut und das Weingut Vincenz Richter, prägen den bergigen Stadtteil. Dazwischen sind kleine Waldstücke wie z. B. das Kapitelholz eingestreut. Die Bebauung zieht sich entlang der Oberspaarer Straße bergauf. Weitere Straßen in Oberspaar sind Bosel-, Rautenberg-, Klausen- und Rodelandweg, Haase- und Lückenhübelstraße, Gelege- und Neulandgasse, Domprobstberg sowie Kapitelholz- und Jagdsteig. Im Elbtal verlaufen die Dresdner Straße und der Elberadweg. Oberspaar liegt an der Sächsischen Weinstraße sowie am Sächsischen Weinwanderweg. An den ÖPNV ist der Stadtteil durch die Buslinien A und B der Verkehrsgesellschaft Meißen angebunden.

## Geschichte
Eine Urkunde von 1345 erwähnt „die Weinberge vmb den Sparo“. Dies ist die älteste bekannte Nennung von „Spaar“, allerdings noch nicht als Orts-, sondern als Flurname. Vom 14. bis 16. Jahrhundert sind weitere Erwähnungen belegt, darunter „vf dem Sparsperge“, „das holcz Sparaw“, „holcz in der Sporaw“, „die Sparwiesen“ und „am Spaar“. Als „Spaar“ taucht die Bezeichnung dann 1696 auch als Ortsname auf. Bereits 1724 wurde in Nieder- und Oberspaar unterschieden; der Unterschied rührt nicht von der Höhenlage im Spaargebirge, sondern von der Lage entlang der Elbe her. Wahrscheinlich ist der Ortsname deutschen Ursprungs. In Frage kommt einerseits eine Ableitung aus dem mittelhochdeutschen „spore“, das Sporn bedeutet und die auffällige Form des Berges charakterisiert. Eine zweite Deutungsmöglichkeit bietet das mittelhochdeutsche „spör“/„sper“. Es steht für „hart vor Trockenheit, rauh“ und trifft für den Granitbergzug ebenfalls zu. Nicht völlig auszuschließen ist eine Herleitung aus dem altsorbischen *spar, das sich in benachbarten slawischen Sprachen im Allgemeinen auf sumpfige Orte oder Gewässer bezieht.
Der seit jeher nach Cölln eingepfarrte Ort Oberspaar besteht aus Häuslerreihen, die sich über eine 132 Hektar große, zergliederte Parzellenflur erstrecken. Die Bewohner des Ortes, der immer deutlich größer als das benachbarte Niederspaar war, betrieben hauptsächlich Weinbau. Die ältesten, noch bestehenden Gebäude des Ortes stammen aus dem frühen 17. Jahrhundert, darunter das „Bauernhäusl“. Die Grundherrschaft übten die Besitzer des nahen Ritterguts Siebeneichen aus, allerdings gab es daneben noch weitere Herrschaftsrechte. Die Verwaltung des Ortes oblag dem Erbamt Meißen. Im Jahre 1856 gehörte Oberspaar zum Gerichtsamt Meißen und kam danach zur Amtshauptmannschaft Meißen, aus der der gleichnamige Landkreis hervorging. Auf Grundlage der Landgemeindeordnung von 1838 erlangte Oberspaar seine Selbstständigkeit als Landgemeinde. Während Niederspaar bereits 1908 zu Meißen kam, blieb Oberspaar zunächst noch eigenständig und wurde als Weinbergsgemeinde bezeichnet. Am 1. Januar 1912 wurde Oberspaar schließlich gemeinsam mit dem Nachbarort Zaschendorf nach Meißen eingemeindet und bildet seither einen Stadtteil.

## Einwohnerentwicklung
| Jahr | Einwohner    |
| ---- | ------------ |
| 1646 | 34 Häusler   |
| 1748 | 65 Häusler   |
| 1834 | 341          |
| 1871 | 409          |
| 1890 | 739          |
| 1910 | 1199         |
| 1925 | siehe Meißen |